# Veritatis splendor

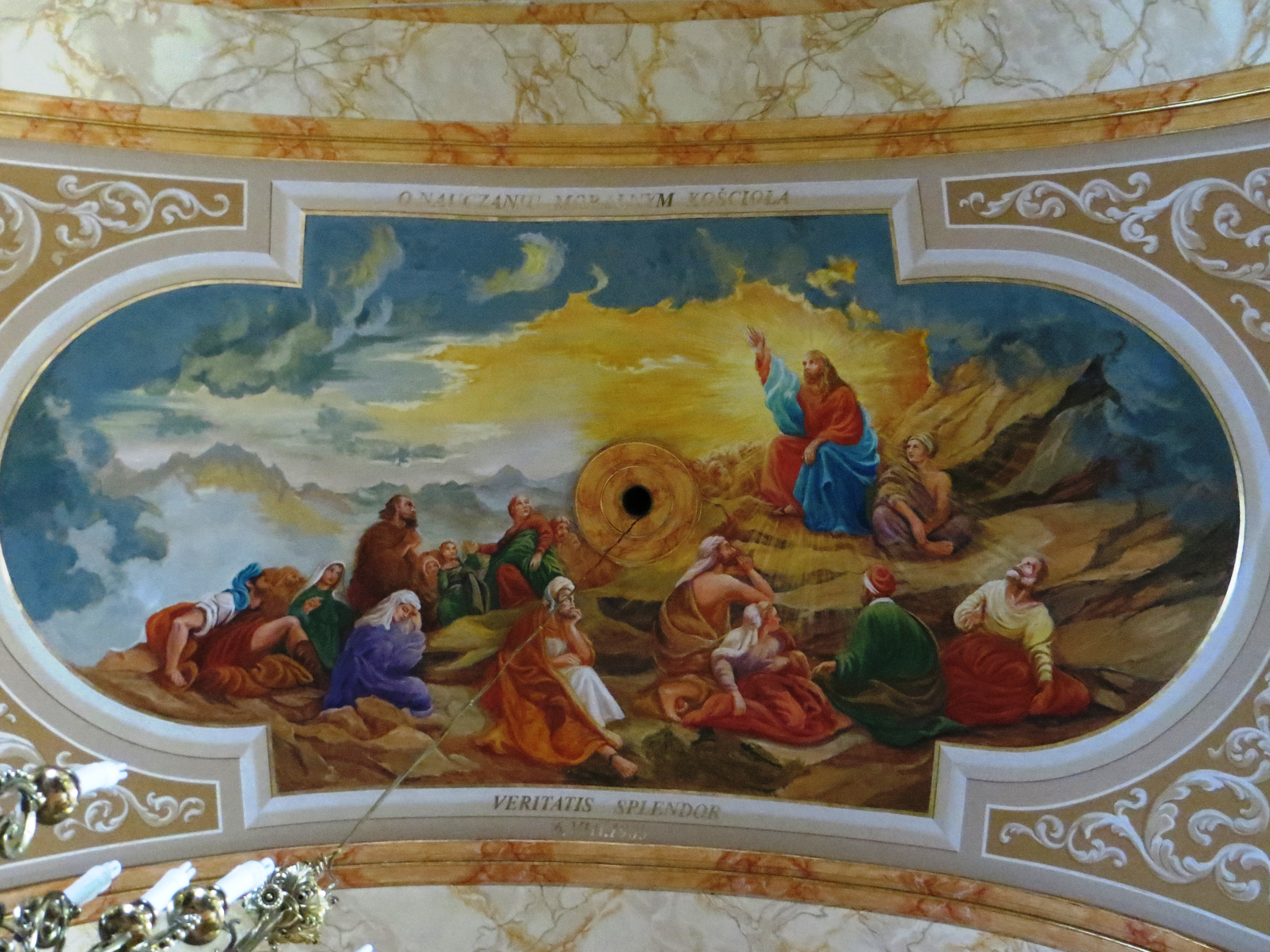
Artystyczna wizja encykliki Veritatis splendor na suficie Bazyliki Ofiarowania Najświętszej Maryi Panny w Wadowicach

Veritatis splendor (łac. Blask Prawdy) – dziesiąta encyklika papieża Jana Pawła II.
Traktuje „o niektórych podstawowych problemach nauczania moralnego Kościoła”. Encyklika jest jednym z najbardziej wszechstronnych i filozoficznych nauczań teologii moralnej w katolickiej tradycji. Prace nad nią trwały sześć lat, opublikowana została 6 sierpnia 1993.
Veritatis splendor reaguje na dylematy teologii moralnej, które zostały podniesione w Kościele w II poł. XX wieku. Te pytania obracają się wokół umiejętności człowieka; rozpoznania dobra, istnienia zła, roli ludzkiej wolności, ludzkiego sumienia oraz grzechu śmiertelnego. W odpowiedzi na te pytania papież Jan Paweł II dobitnie nalega, by moralna prawda była dostępna, że wybór dobra albo zła ma głęboki skutek i że nie ma żadnej prawdziwej sprzeczności między wolnością a następowaniem dobra.
Jan Paweł II uczy, że nie ma żadnego prawdziwego konfliktu pomiędzy ludzką wolnością a prawem Bożym. Boże prawo rządzące ludzkim zachowaniem nie sprzeciwia się ludzkiej wolności, ale raczej „chroni i promuje wolność”.
Encyklika stwierdza, że dzisiejszy szacunek dla ludzkiej wolności reprezentuje jedną z pozytywnych realizacji współczesnej kultury.
Krytycznie ocenił encyklikę niemiecki teolog, były duchowny katolicki Eugen Drewermann.